# Русская православная церковь при Временном правительстве
Ру́сская правосла́вная це́рковь при Вре́менном прави́тельстве (март — октябрь 1917 года) вступила в переходный период своей истории. Формально он был завершением Синодального периода, но фактически стал особым временем, когда Церковь стала не только приобретать независимость от светской власти, но и столкнулась с новыми вызовами (например, с демократизацией своего внутреннего устройства, узаконением свободы совести в России). Важнейшим церковным событием этого периода был Поместный собор, открывшийся 15 (28) августа 1917 год в Успенском соборе Московского Кремля для избрания первого с 1700 года патриарха Московского. Ко Временному правительству Церковь относилась сначала доброжелательно, но ряд мер новой власти (в частности, изъятие церковно-приходских школ) привёл к недовольству духовенства Александром Керенским и его сторонниками. Потому высшее православное духовенство в целом равнодушно встретило свержение Временного правительства.
Важным событием развития Церкви при Временном правительстве стала «приходская революция», в ходе которой власть в приходах перешла в руки мирян, которые стали сами избирать священников, управлять церковным имуществом и самостоятельно определять размеры епархиальных взносов. "Приходская революция" была фактически легализована в 1918 году и имела долгосрочные последствия: в 1920-е годы на селе приходами фактически управляли прихожане.

## Положение Русской церкви накануне Февральской революции
К февралю 1917 года Русская (она называлась в официальных документах также Российская или Всероссийская) православная церковь была не просто ведущей конфессией Российской империи, но и де-факто государственным учреждением. Главой Церкви, согласно закону, фактически был император. Закон называл его «верховным защитником и хранителем догматов господствующей веры, и блюстителем правоверия и всякого в Церкви святой благочиния», устанавливал, что «в управлении Церковном Самодержавная Власть действует посредством Святейшего Правительствующего Синода, Ею учрежденного». Император имел единоличное право возводить в сан архиепископа и митрополита, а также награждать иерархов панагиями и некоторыми наперсными крестами. Исследователь А. В. Соколов отметил, что в законах Российской империи Церковь как самостоятельный институт не упоминалась, хотя вера признавалась господствующей и её охраной занимался целый госаппарат во главе с царём. Церковь выполняла ряд государственных функций — регистрацию актов гражданского состояния, образовательную (к 1917 году в Российской империи существовало около 37 тысяч церковно-приходских школ). С расширением территории России увеличивалась и каноническая территория Церкви. Например, царская власть ликвидировала автокефалию более древней Грузинской православной церкви.
Первая мировая война существенно ослабила Русскую православную церковь и укрепила её зависимость от государства. Некоторые духовные образовательные учреждения были эвакуированы и фактически прекратили свою деятельность. Значительная часть зданий духовных учебных учреждений была занята под госпитали, лазареты и другие светские заведения. Указ Синода от 31 июля 1915 года предписывал не препятствовать отводу монастырских помещений под лазареты и для других связанных с войной целей. В результате к концу 1915 года лазареты, госпитали и собственно военные учреждения заняли здания 32 духовных семинарий из 57, 66 духовных училищ из 185 и 24 женских епархиальных училищ из 73. Пятнадцать духовных учебных заведений были эвакуированы. Примером усиления государственного контроля стало принятое в 1916 году решение о создании приходских государственных сберегательных касс (с согласия местного притча). Духовенство Русской православной церкви было многочисленно. В 1914 году, по данным обер-прокурора Святейшего синода, общее число представителей белого духовенства и церковнослужителей (протоиереев, священников, диаконов и псаломщиков) составило 112 629 человек. В России действовали также 1025 монастырей и общин: 550 мужских (с 11 845 монахами и 9485 послушниками) и 475 женских (с 17 283 монахинями и 56 016 послушницами).
Доходы Церкви измерялись десятками миллионов рублей. Например, в 1913 году доход православных монастырей и архиерейских домов составил 89,5 млн руб., а расходы — 23 млн руб. Доходы духовенства очень различались по приходам. Так, городские священники зарабатывали больше, чем сельские. Кроме того, приходы находились в неравном положении. В частности, были безокладные причты, где священник жил на пожертвования от треб и на доход от 33 десятин надельной земли. Кроме того, доходы различались в зависимости от сана. Так, священник бедного прихода мог получать около 300 рублей в год, а правящий архиерей около 25 тысяч рублей в год (то есть в 83 раза больше).
Уровень образования приходского и основной части монашества духовенства был невысок и имел тенденцию к снижению. В 1914 году церковная печать обратила внимание, что в 1910-е годы среди духовенства лиц с полным семинарским образованием было на 30-50 % меньше, чем в 1890-х годах. Обер-прокурор Синода во всеподданнейшем отчёте в 1916 году сообщал, что в Пермской епархии лишь 34 % священников имели богословское образование, и указывал, что «по степени образования епархиальное духовенство представляет собой довольно разнообразную массу, от лиц с высшим богословским образованием до лиц малообразованных».
Некоторые представители православного духовенства открыто критиковали Синод и даже становились революционерами. Так, депутат II Государственной думы от кадетской партии священник Григорий Петров пользовался огромной популярностью и был запрещён в служении из-за письма с критикой Синода. Архимандрит Михаил (Семёнов) выпускал брошюры о якобы христианской природе социализма и перешёл в старообрядчество. В мае 1911 года священник Зотик Чиквиладзе примкнул к РСДРП, организовал среди молодёжи вооружённую «красную сотню» и повел её сражаться с правительственными войсками, за что был лишён прав состояния и приговорён к шести годам каторги. В 1914 году казанский губернатор характеризовал местное духовенство как левое и ходатайствовал о выделении священников в особую курию на съезде землевладельцев.
На Первую мировую войну православная печать реагировала двояко. С одной стороны, война рассматривалась как божья кара за грехи россиян, главным из которых назывался отход от православной соборности в сторону чуждой европейской культуры. Одновременно войну рассматривали как возможность искупить этот грех и разрешить противостояние славянства и германизма. Следовательно, в церковной печати были антигерманские высказывания. В период войны давали иное толкование библейской заповеди «Не убий». Перед отправкой на фронт новобранцам объясняли «Катехизис» Филарета, указывая, что христианству не противоречит убийство офицером ослушавшегося его солдата.
Солдаты в письмах с фронта жаловались, что священники бо́льшую часть времени проводят с офицерами, служат, когда хотят, повышают цены на свечи, недогоревшие собирают и повторно перепродают солдатам по нескольку раз. В иллюстрированных журналах публиковались фото, на которых священники изображались в окружении офицеров, пьющих чай. Одновременно зафиксированы случаи героизма священников, которые поднимали солдат в атаку и под пулями причащали умирающих на поле воинов. Тем не менее, в патриотической пропаганде образ героического священника почти не отразился. Кандидат исторических наук Владислав Аксёнов проанализировал патриотический плакат и лубок из Государственного музея современной истории России (391 единица хранения) и не нашёл ни одного изображения священника. На публиковавшихся изображениях религиозных праздников представители духовенства часто вовсе отсутствовали. На фронте распространилось народное (без обращения к священникам) религиозное творчество: солдаты устраивали в окопах и землянках некое подобие молельных мест, крестьяне из прифронтовых мест сами (часто в нарушение канона) рисовали иконы, изготавливали образа и нательные кресты для продажи солдатам и офицерам. Отношение властей к такой народной религиозности было противоречивым: борьба сочеталась с поощрением. С одной стороны, военная цензура изымала солдатские письма, содержавшие неканонические описания Христа и Богородицы. Одновременно в официальной печати эти неканонические образы были очень распространены. В ночь с 7 на 8 сентября 1914 года накануне битвы под Августовом было видение: на небе появилась Божия Матерь с младенцем Иисусом на руках, одной рукой она указала на Запад, затем видение преобразилось в большой крест и исчезло. В том же году был выпущен патриотический плакат «Знамение Августовской победы», народные художники стали писать иконы с Августовским видением Богоматери. В 1915 году издательство Марфо-Мариинской обители выпустило почтовую карточку «Видение на небе» с перепечаткой текста сообщения «Московских ведомостей» о видении под Августовом. Синод завёл дело «О расследовании чудесного события явления Божией Матери» и 31 марта 1916 года официально признал явление Богородицы и принял решение благословить чествование в храмах Августовской иконы. Помимо явления под Августовом, признанного церковью, существовало множество рассказов солдат о явлениях Богородицы. В патриотической светской пропаганде появлялись христианские образы, наполненные совсем не христианским содержанием. В частности, в «Ниве» в 1915 году появилась иллюстрация «Волхвы XX века», на которой цари подносили младенцу Иисусу в дар снаряды и оружие.
По ходу войны критика царской власти, как правило, становилась антицерковной. Депутату IV Государственной думы Ивану Евсееву раненые солдаты в августе 1915 года отправили коллективное письмо, в котором (кроме критики правительства, не желавшего завершить войну) присутствовали обвинения в адрес Церкви: священники были названы «мерзейшими», вмешивающимися в политику и уклоняющимися от христианских обязанностей.

## Реакция духовенства Православной российской церкви на Февральскую революцию
Значительная часть православного духовенства видимо встретила Февральскую революцию нейтрально-благожелательно. По воспоминаниям князя Николая Жевахова, бывшего тогда товарищем обер-прокурора Святейшего синода Николая Раева, в революционные дни, на «памятном» заседании Святейшего синода 26 февраля 1917 года, когда Петроград был охвачен политическими забастовками и демонстрациями, первенствующий член Синода митрополит Киевский Владимир отверг предложение князя обратиться с воззванием к населению, сказав ему: «Это всегда так. Когда мы не нужны, тогда нас не замечают: а в момент опасности к нам первым обращаются за помощью». Однако 26 февраля заседания Синода не было. В протоколах заседаний Синода революционные события даже не упоминаются. Жизнь Синода на несколько дней после победы революции замерла.
Первое послереволюционное заседание состоялось только 4 марта, на котором новый обер-прокурор Владимир Львов заверил Синод, что церковь получила свободу. В целом Синод поддержал революцию как свершившийся факт. Только на местах были выступления отдельных представителей духовенства в поддержку свергнутой монархии. Например, епископ Екатеринбургский и Ирбитский Серафим (Голубятников) выразил симпатию к монархии и за это был арестован. Весной 1917 года Синод изменил тексты ставленнических присяг для священника и дьякона перед рукоположением в сан. Отныне священник клялся «служить Российскому государству до последней капли крови», обязывался «повиноваться Временному правительству, ныне возглавляющему Российское государство, впредь до установления образа правления волею народа при посредстве Учредительного собрания». 22 марта 1917 года Синод рекомендовал изъять из приходских храмов и монастырей всю монархическую литературу.
Существует и альтернативная точка зрения, заключающаяся в том, что высшее духовенство Православной российской церкви сыграло одну из ведущих и определяющих ролей в свержении монархии в России. Мотивы действий высшего духовенства объясняются в русле историко-богословской проблемы «священства-царства».
В дни Февральской революции было принято обвинять священников (как и городовых) в стрельбе из пулеметов с колоколен по участникам протестов. Так, в апреле 1917 года в «Новом Сатириконе» вышла карикатура, изображающая священника с пулеметом и подписью: «В дни революции много пулеметов стояло на колокольнях, откуда и обстреливался восставший народ». Отдельные священники из провинции поверили разговорам о разрешении Петроградской епархии расставлять на крышах церквей и колокольнях пулеметы для подавления выступлений 27-28 февраля 1917 года и в связи с эти направляли запросы начальству. Расследования, проведенные после революции, не выявили никаких данных об установленных на крышах пулеметах. Кандидат исторических наук Владислав Аксенов отмечал, что в дни революции в политической лексике было принято отождествлять полиции и духовенство: высказывания, приписываемые полицейским, переносились на представителей духовенства. В первые недели после революции обвиняли духовенство в пособничестве еврейским погромам. Например, в мае 1917 года в «Стрекозе» появилась карикатура, в которой поп говорил: «Братие! Я всегда стоял за свободу, а если я к погромам призывал, так для того, чтобы граждане скорее потеряли терпение и устроили Революцию».

## Дискуссии по теме «Духовенство Православной церкви и Февральская революция»

### Дискуссии в научных и публицистических трудах о политической позиции духовенства
Политическая позиция и действия духовенства Православной российской церкви (в первую очередь — её Святейшего правительствующего синода) в первые дни и недели марта 1917 года обсуждается учёными, публицистами, представителями православного духовенства и общественности.
В церковной периодике констатируется: «События февраля 1917 года по-прежнему остаются предметом ожесточённых споров», «О роли Церкви в событиях 1917 года спорят до сих пор». Звучат вопросы: «Почему Церковь поддержала Временное правительство, мог ли Синод  высказаться в защиту монархии как формы правления? Участвовали ли Церковь в политической борьбе?», «Какова была роль Церкви в тех трагических событиях?», «Что в дни революции мог предпринять Святейший синод?», «Можно ли было назвать ситуацию после 3 марта „междуцарствием“»?
Одни историки говорят, что после «Акта» великого князя Михаила Александровича от 3 марта 1917 года Св. синод «безосновательно посчитал монархию в России упраздненной, между тем как в России лишь установилось „междуцарствие“». Другие — категорически отрицают это.
Среди как очевидцев событий 1917 года, так и историков нет единства в трактовках действий Св. синода в период Февраля 1917 года. Основные точки зрения сводятся к двум основным: первая — что Св. синод не мог повлиять на политические события, „плёлся позади них“, вторая — что Св. синод сыграл одну из ключевых ролей в свержении монархии.
Большинство исследователей считают, что Православная российская церковь и её центральный орган управления были преимущественно пассивными участником событий и были вовлечены в поток Февральской революции силой непреодолимых обстоятельств. Но звучат и другие мнения: «Члены синода фактически признали революционную власть… уже днем 2 марта, до отречения от престола Николая II… Позиция высшего духовенства свидетельствовала о том, что иерархи решили воспользоваться политической ситуацией для осуществления своего желания получить освобождение от влияния императора ("светской" власти) на церковные дела и фактически избавиться от царя как своего "харизматического конкурента"… Священнослужителям принадлежит временной приоритет в узаконивании российской демократии (народовластия)… Духовенству РПЦ принадлежит приоритет и в изменении государственной, исторически сформировавшейся монархической идеологии Российской империи… Члены Св. синода, приведя православную паству к присяге на верность Временному правительству и не освободив народ от действовавшей присяги на верноподданство императору, сподвигли, по сути, российских граждан на клятвопреступление».
Сторонники первой точки зрения считают, что постановления Св. синода в первые дни и недели Февральской революции были вынужденными по причине «пленения» иерархов Временным правительством (Жевахов Н. Д.). Они были обусловлены привычкой «послушания» высшего духовенства государственной власти (Титлинов Б. В., Фирсов С. Л.), «раболепной привычкой к пассивному восприятию политических событий в собственной стране» (Данилушкин М. Б., Никольская Т. К., Шкаровский М. В. и др.). «Покорное признание духовенством перехода власти к Временному правительству» объясняется «подведомственным статусом» Православной церкви до Февраля 1917 года (Соколов А. В.).
Сторонники второй считают, что высшая иерархия, воспользовавшись политической ситуацией Февраля 1917 года, стремилась убрать своего «харизматического конкурента» в лице императора с тем, чтобы остаться единственной в стране «установленной свыше» властью. В частности, они показывают, что политика Св. синода как до, так и в ходе Февральской революции преследовала цель ниспровержение российской монархии. Они приходят «к выводу об активном участии Синода в революции», что этот факт «помешал сторонникам монархии выступить в её защиту». Конечной же целью действий духовенства было «уничтожение монархической власти как "харизматического соперника" Церкви».
Большинство историков считает, что никакой альтернатива действий у Св. синода не было. В частности, звучит: «Официальная позиция Синода в ходе Февральской революции была подчеркнуто аполитичной, а с учетом сложившихся обстоятельств и не могла быть никакой другой». Но известна и противоположная точка зрения: что «вероятность монархической альтернативы политического развития России» существовала, и она была «ликвидирована в результате позиции церковной власти», что «ни одна из мер по поддержке или трона, или самого института монархии, или арестованной царской семьи» Св. синодом предпринята не была

Если мы посмотрим на первые дни после февральского переворота, совершенно четко видно, что главный мотив действий Синода — чтобы новая власть оказалась сильной. […] Сразу после победы революции все шло к тому, что Россия с монархией попрощается. Как в этой ситуации должен был поступить Синод? Если бы заявил, что он за монархию, это закончилось бы арестами. Синод в этой ситуации поступил другим образом. Он заявил, что монархия монархией, но самое главное — сохранить государственность, потому что Россия находится в состоянии войны.
— Гайда Ф. А., к. ист. н. (ПСТГУ, МГУ)

Поддержку Синодом и подавляющим большинством правящих архиереев свержения династии Романовых можно объяснить в контексте многовекового спора «священства-царства». В целом можно солидаризироваться с мнением исследователя проблемы свержения монархии в России в 1917 г. и позиции Православной церкви М. А. Бабкина о том, что «…духовенство знало, что светская власть – народовластие – не обладает трансцендентной, харизматической природой, в отличие от власти царя и священства. Одобряя свержение монархии, и приводя народ к присяге Временному правительству, духовенство придавало законный характер упразднению харизматической государственной власти с той целью, чтобы обеспечить существование в стране, по сути, любой формы правления, лишь бы та не обладала божественной харизмой. Уничтожение монархии снимало сам предмет многовекового спора о преобладании светской или духовной власти. Основной мотив революционности духовенства заключался даже не в стремлении добиться „освобождения“ церкви от государственного „порабощения“, а в первую очередь – в желании одолеть царскую власть как „харизматического“ соперника и утвердить собственную монополию на ве́дение и трансляцию воли Божией».
— Андреева Л. А., д. филос. н. (Институт Африки РАН)

### Дискуссии по вероисповедным вопросам
- В 2007 году на Архиерейском соборе РосПЦ епископ Орловский и Центрально-Российский Дамаскин (Балабанов) выступил с докладом «Участие Русской Церкви в Февральской революции». В нём был поставлен вопрос о необходимости пересмотра традиционных воззрений на историю 1917 года. Доклад, вызвавший почти трёхдневную дискуссию, отдельными её участниками был расценен как «антицерковные заявления». Разногласия среди иерархов по «проблеме Февраля 1917 года» привели к церковному расколу: епископ Дамаскин с поддержавшими его архиереями образовали новую юрисдикцию — РосПЦ(Д)[56].
- Летом 2008 года епископ Анадырский и Чукотский Диомид (Дзюбан) обвинил священноначалие РПЦ в «цареборческой ереси», предав «еретиков-цареборцев» анафеме. Его аргументация строилась на анализе политической позиции высшего духовенства в Феврале 1917 года. В том же году епископ Диомид решениями Архиерейского собора и Священного синода был отстранён от управления епархией и лишён священного сана[54][57][58].

### Дискуссии вокруг монографий о политической позиции духовенства
Заметной популярностью в последние годы стала пользоваться история церкви в годы войны и революции. […] Историками окончательно отвергнут взгляд на церковь как на оплот контрреволюции.
— Петров Ю. А., д. ист. н. (директор ИРИ РАН)

Сложные  же  и  внутренне противоречивые  взаимоотношения  церковных  и  светских  властей  накануне  и  в период  революции  1917 г.  по-прежнему нуждаются во всестороннем и непредвзятом изучении.
— Беглов А. Л., к. ист. н. (ИВИ РАН, кафедра теологии МИФИ)

## Изменение внутрицерковного управления
При Временном правительстве церковное управление претерпело значительные изменения: Синод подвергся «чистке» от «распутинцев», ликвидирован пост обер-прокурора Синода. Кроме того, прошла демократизация церковного управления, выразившаяся в допуске Синодом мирян в приходские собрания, благочиннические, уездные и епархиальные съезды. Инициатива демократизации в ряде случаев происходила снизу — уже весной 1917 года прошли епархиальные съезды и собрания, которые в некоторых случаях выразили недоверие правящим архиереям. Временное правительство рассматривало все эти новшества как временные, откладывая окончательное решение вопроса о церковном управлении до Поместного собора. 11 августа 1917 года Временное правительство приняло постановление о правах Собора, второй пункт которого гласил: «Сохранить впредь до принятия Государственной властью нового устройства высшего церковного управления все дела внутреннего церковного управления в ведении Св. Правительствующего Синода и состоящих при нём установлений».

### Чистка церковного руководства
О влиянии Григория Распутина на назначение отдельных иерархов и даже самого обер-прокурора Синода Николая Раева было известно. Потому одной из первых акций новой власти стала чистка Церкви от тех, кто имел репутацию «распутинцев» и монархистов. Уже 28 февраля 1917 года революционные солдаты арестовали митрополита Петроградского Питирима и доставили его из Александро-Невской лавры в Государственную думу. Митрополита отпустили, но он уже на следующий день слёг в больницу. После выздоровления он уехал на Кавказ. Епархиальным съездом был объявлен «распутинцем» и отправлен Синодом на покой архиепископ Владимирский и Шуйский Алексий (Дородницын). Был арестован и под конвоем отправлен в Петроград как «распутинец» саратовский архиерей Палладий (Добронравов) (его признали невиновным, но всё же отправили на покой). Кульминация весенней чистки — почти полная замена состава Синода. 14 (27) апреля 1917 года Временное правительство обновило состав Синода (из прежних членов был оставлен только архиепископ Финляндский Сергий). Изгнанные из Синода архиереи восприняли решение об его роспуске как унижение церкви и составили акт, в котором напомнили Временному правительству, что новый состав Синода должен быть избран белым духовенством и епископами.
На местах «чистка» выразилась в отстранении и даже кратковременных арестах епархиальных архиереев. Общее число арестованных епархиальных архиереев при Временном правительстве было невелико — восьмеро человек: Питирим, Макарий, Василий, Тихон, Серафим, Феодор, Иоаким и Палладий. Аресты были краткосрочными и вскоре архиереи были отпущены.
Некоторые архиереи (Тобольский Гермоген, Волынский Евлогий) смогли сохранить свои должности благодаря личному авторитету. Епископ Ярославский Агафангел получил в мае 1917 года от епархиального съезда недоверие, но его сторонники провели ответную агитацию, в результате чего была отменена даже ревизия епархии со стороны Синода.

### Демократизация внутрицерковного управления
Прошедшая при Временном правительстве активная демократизация не могла не отразиться на Церкви. По России прокатилась волна епархиальных съездов, на некоторых из которых было выражено недоверие правящим архиереям. Синод способствовал введению выборного начала (особенно после апрельской «чистки»). Например, делегаты тверского епархиального съезда (прошёл 20—25 апреля 1917 года) были уже 28 апреля 1917 года допущены на заседание Синода, где предложили упразднить консисторию, власть в епархии передать избранному на съезде Совету (епископу оставалось только право вето на решения Совета, которое могло быть преодолено Синодом). Трое епархиальных архиереев получили недоверие от епархиальных собраний. Синод на это реагировал по-разному, но старался примирить конфликтующие стороны. Например, тверской архиерей Серафим, об удалении из епархии которого просило местное духовенство, был отправлен в четырёхмесячный отпуск (потом он все же в декабре 1917 года удалён из епархии членами местного Совета рабочих и солдатских депутатов). Орловский епископ Макарий получил недоверие от прошедшего в мае 1917 года епархиального съезда и был уволен Синодом на покой (в ноябре 1917 года судная комиссия Поместного собора признала Макария невиновным)). В мае 1917 года съезд духовенства и мирян Владимирской епархии выразил недоверие епископу Алексию, обвинив его в связях с Распутиным (которому архиерей дарил книги с дарственными надписями), грубости, деспотизме и карьеризме. Епископ был в августе 1917 года уволен Синодом на покой, причём возможности выступить с оправданием ему не дали.
В мае 1917 года определение Синода «О привлечении духовенства и паствы к более активному участию в церковном управлении» признало приходские собрания, благочиннические, уездные и епархиальные съезды, разрешив участие в них мирян. Синод установил целую вертикаль выборных органов: благочиннические съезды могли избирать местных благочинных, уездные съезды — членов уездных отделений епархиальных училищных советов и других уездных церковно-административных учреждений, а епархиальные съезды — членов духовных консисторий, епархиальных училищных советов, епархиальных попечительств о бедных духовного звания и остальных епархиальных учреждений. Однако все избранные лица утверждались либо местным епископом, либо Синодом.
Синод пошел на легализацию выборности епископов и священников. Причём согласно Временному положению о православном приходе от 21 июня 1917 года священник избирался приходом (выборность отменена Поместным собором в апреле 1918 года). Первые демократические выборы архиерея состоялись 24 мая 1917 года в Петрограде в Казанском соборе. После литургии и молебна прошла сначала первая баллотировка, отобравшая троих наиболее популярных кандидатов: управляющего Петроградской епархией епископа Гдовского Вениамина (Казанского), архиепископа Финляндского Сергия (Страгородского) и епископа Уфимского Андрея (Ухтомского). По итогам вторичной баллотировки епископ Вениамин получил 976 утвердительных голосов и 585 отрицательных; архиепископ Сергий — 625 утвердительных голосов и 911 отрицательных; епископ Андрей — 344 утвердительных голосов и 1173 отрицательных. Избранный Вениамин был утвержден Синодом уже 25 мая. Выборы архиереев прошли в Москве, Орле, Туле, Курске, Владимире, Харькове и Саратове. Синод иногда использовал право вето, а также в крайних случаях прибегал к назначению. Например, в 1917 году в Екатеринбурге было три попытки избрания архиерея, а в Рязани — две. Все они были признаны Синодом несостоявшимися. В итоге, в ноябре 1917 года в обе епархии Синод назначил архиерев.
Приходы получили самоуправление. Временное положение от 21 июня 1917 года предусматривало, что в приходе есть два органа управления: Приходское собрание (собирается не реже двух раз в год) и избираемый им Приходской совет из 12 человек.
Духовные образовательные учреждения получили академическую автономию. Уже в мае 1917 года Определение Синода ввело самоуправление в Духовных академиях, где ректор, его помощник и все преподаватели избирались отныне на 4 года (с последующим утверждением духовной властью). Кроме того, духовные Академии получили право присуждать ученые степени без утверждения их Синодом.
Демократизация привела к усилению авторитета церковников как у местных органов, так у населения. Например, избранный глава Петроградской епархии Вениамин уже 3—4 июня 1917 года посетил Кронштадт, причём исполком местного Совета рабочих и солдатских депутатов предоставил ему автомобиль.

### Упразднение поста обер-прокурора Синода и создание Министерства исповеданий
В императорской России представителем государства в Синоде и фактически его руководителем был назначаемый светской властью обер-прокурор. 25 июля 1917 года на первом заседании нового состава Временного правительства Антон Карташёв предложил упразднить пост обер-прокурора Синода и создать некий центральный орган по управлению духовенством всех конфессий, отметив, что «в силу общего характера совершившегося преобразования государственного строя России утратилось реальное основание к тому глубокому разъединению, которое существовало между порядком управления делами православного и прочих исповеданий». 5 августа 1917 года Временным правительством было утверждено положение об учреждении Министерстве исповеданий, которое возглавил Карташёв. Положение предусматривало ликвидацию поста обер-прокурора, а его канцелярия становилась Департаментом по делам Православной церкви, для которого был предусмотрен пост одного из двух товарищей (заместителей) Министра исповеданий. Положение нового министерства однако осталось неопределенным. Только 11 октября 1917 года Малый совет министров утвердил штаты Министерства исповеданий, одновременно упразднив Департамент духовных дел. Однако из-за Октябрьской революции постановление Временного правительства о штатах Министерства исповеданий и об ассигнованиях на него на следующий год не было опубликовано. В конечном итоге структура нового Министерства осталась полностью неоформленной.

## Приходская революция
При Временном правительстве произошли события, которые историк Алексей Беглов назвал «приходской революцией»: прихожане стали (без духовенства и епархиальных властей) распоряжаться церковно-приходским имуществом, снимать и выбирать священников, решать вопрос об отчислениях в епархию. Летом — осенью 1917 года церковные власти пытались ограничить всевластие прихожан в приходе. Октябрьская революция 1917 года привела к тому, что в апреле 1918 года «приходская революция» была фактически легализована, после чего в 1920-е годы на селе власть в приходах находилась в руках мирян, а в городах существовали многочисленные братства, союзы приходов и религиозные кружки.

## Поместный собор
Важнейшим церковным событием 1917 года стало открытие первого с XVII века Поместного собора. Он должен был решить вопрос о восстановлении патриаршества, а также о новом правовом положении Русской православной церкви. Об его созыве было объявлено в послании «Ко всем чадам Церкви православной», которое Синод утвердил 29 апреля 1917 года. 12 июня 1917 года начал работу Предсоборный совет, который назначил дату открытия Собора на 15 августа того же года, чтобы он начал работу до созыва Учредительного собрания. Собор не успел избрать патриарха до свержения Временного правительства.

## Политическая деятельность Русской церкви в межреволюционный период
Временное правительство стремилось к тому, чтобы Церковь принимала участие в формировании новых республиканских структур. При этом Временное правительство хотело, чтобы это участие было ограниченным, а также проходило под контролем светских властей. Так, Временное правительство фактически отстранило Церковь и другие религиозные организации от участия в выборах в Учредительное собрание. В пункте 102 «Положения о выборах в Учредительное собрание» было сказано: «духовное лицо, которое во время богослужения или непосредственно после такового в храме или ином предназначенном для богослужения месте станет пытаться посредством произнесения речи, распространения сочинений или иным образом оказывать влияние на выборы в Учредительное собрание, наказывается — заключением в тюрьме на срок не свыше шести месяцев». Центральные церковные органы отнеслись довольно равнодушно к формированию новых органов власти. Например, когда Временное правительство выделило для православного духовенства три места в Предпарламенте, Поместный собор большинством голосов (177 против 115) отклонил данное предложение. Синод способствовал проведению выборов в Учредительное собрание, выпустив по просьбе товарища министра внутренних дел Н. Н. Авинова в октябре 1917 года определение Синода о более раннем завершении утреннего богослужения в день голосования (до 9 часов), чтобы верующие успели прийти на избирательные участки. Правда, даже в Москве это решение не всегда исполнялось. Например, в день голосования, 19 ноября 1917 года в 9 часов утра в храме Христа Спасителя состоялось торжественное молебствование. Участие представителей Церкви в выборах в Учредительное собрание было минимальным. Представители духовенства и верующих баллотировались отдельными списками (под разными наименованиями, самым распространенными были «православные приходы» и «духовенство и миряне») лишь в 19 округах: в Вятке, Екатеринбурге, Иркутске, Казани, Костроме, Николаеве, Перми, Петрограде и Петроградской губернии, Самаре, Саратове, Симбирске, Смоленске, Ставрополе, Степном округе (Семипалатинске), Омске, Уфе, Харькове и Херсоне. На выборах эти списки потерпели поражение.

### Церковь и продолжение участия России в Первой мировой войне
Церковь по сути поддерживала продолжение участия России в войне и стремилась остановить начавшееся разложение армии. После падения Риги по инициативе членов Поместного собора 10 сентября была принята Соборным советом более эмоциональная редакция послания от 24 августа 1917 года, которая была отпечатана в виде листовки тиражом 50 тысяч экземпляров и разослали по фронтам. При этом для подкрепления на каждый фронт были посланы по два делегата: духовная особа и военнослужащий из нижних чинов и солдат. На Западный фронт поехали протоиерей Н. В. Рубин и солдат 15-го инженерного полка В. П. Стукало, на Северный — протоиерей И. К. Матиков и старший фейерверкер Севастопольского тяжёлого дивизиона П. А. Разумов, на Румынский — протоиерей П. И. Лепорский и М. А. Кальнев, на Юго-Западный — протоиерей Ф. С. Воловей и унтер-офицер 48-го Сибирского стрелкового полка И. Т. Шилов, на Кавказский — протоиерей А. П. Рождественский и солдат И. И. Архангельский. Соборное слово зачитывали в воинских частях и раздавали листовки. Поездки состоялись в октябре 1917 года незадолго до Октябрьской революции.

### Церковь и Временное правительство
В межреволюционный период отношения Церкви и Временного правительства складывались неоднозначно. Сначала они были вполне дружескими, хотя Синоду не понравилась «апрельская чистка». Особенно раздражала иерархов повышенная активность нового прокурора Синода Владимира Львова, который буквально насаждал демократизацию. Например, 30 мая 1917 года Львов предложил Синоду такой вариант: Всероссийский съезд духовенства и мирян изберёт новый состав Синода и составит при нём постоянный совет из 12 лиц. Синод (кроме архиепископа Сергия (Страгородского)) категорически отверг это предложение. Замена Львова на Карташёва, которому духовенство больше доверяло, отчасти сняла напряжение. Именно Карташёв 25 июля 1917 года на заседании Временного правительства выступил с инициативой об упразднении обер-прокуратуры Синода. Это предложение было одобрено и утверждено 5 августа того же года, после чего Карташёв стал именоваться министром исповеданий. Карташёв вполне устраивал Синод. Например, когда 10 сентября 1917 года Карташёв подал заявление об отставке, то Синод 12 сентября заявил, что место Карташёва могут занять люди «чуждые» или «прямо враждебные» церковным интересам и что «созидательной работе и всей жизни Церкви угрожает великая опасность». Карташёв в итоге сохранил свой пост.
Временное правительство продолжало финансировать Церковь. Кроме того, новая власть выделила немалые средства на проведение Поместного собора. 24 октября Министерство финансов перевело Синоду 500 000 рублей, а вторая сумма (1 млн рублей) поступила 7 ноября 1917 года, и на начало декабря деньги хранились в Синодальном казначействе.
14 июля 1917 года Временное правительство приняло постановление «О свободе совести», первый пункт которого гласил: «Каждому гражданину Российского Государства обеспечивается свобода совести. Посему пользование гражданскими и политическими правами не зависит от принадлежности к вероисповеданию, и никто не может быть преследуем и ограничиваем в каких бы то ни было правах за убеждения в делах веры». Временное правительство проводило политику постепенного отделения Церкви от государства, избавляясь от несвойственных светской власти функции. Например, 19 августа 1917 года Синод получил право награждать духовных лиц саном митрополита, архиепископа, бриллиантовым крестом на клобуке, митрою и наперсным крестом с украшениями. Тем не менее, Временное правительство по-прежнему выступало в роли арбитра во внутрицерковных спорах. Например, именно оно создало комиссию, которая должна была провести разделение имущества и приходов Русской и отделяющейся от неё Грузинской православной церквей.
Основным камнем преткновения в отношениях Церкви и новой власти стал вопрос о церковно-приходских школах и об обязательном преподавании Закона Божьего. Синод определением № 3096 от 18 мая 1917 года передал церковно-приходские школы приходам. Временное правительство постановлением от 20 июня 1917 года передало Министерству просвещения все приходские школы Русской церкви (около 37 тысяч), как построенные на средства казны, так и на частные пожертвования. При этом школы других конфессий государство не тронуло. Данное решение вызвало протест православного духовенства. 2 октября 1917 года общее заседание Поместного собора приняло текст положения о церковно-приходских школах. Постановление от 20 июня 1917 года Собор решил отменить, а школы передать приходам, уравняв их правовое и материальное положение со школами Министерства народного просвещения. Синодальный Училищный совет и другие церковные организации, контролирующие функционирование школ, признавалось необходимым переформировать на выборных началах. Собор признавал государственный контроль постольку, поскольку государство участвовало в финансировании той или иной церковно-приходской школы. Также их программы не могли уступать программам учебных заведений Министерства народного просвещения. Тем не менее, Временное правительство продолжало свою линию на национализацию церковных школ. 10 октября «Вестник Временного правительства» напечатал порядок передачи бывших церковных школ Министерству народного просвещения. Было заявлено, что в каждом конкретном случае он должен определяться отдельными соглашениями между нынешними собственниками (монастырями, церквями, братствами, попечительствами и т. д.) и органами министерства или местного самоуправления, «дабы обеспечить непрерывность учебного процесса». Школьное имущество предписывалось передавать заведующим в присутствии как минимум одного члена совета школы с составлением акта и описи вещей. На следующий день, 11 октября в Зимнем дворце Керенский принял делегации Собора по церковно-приходским школам. В ходе аудиенции он повторил высказанную ранее Карташёвым мысль о том, что отмена закона от 20 июня 1917 года невозможна, поскольку «правительство не может не рвать тех пут, которые могли бы мешать новому порядку вещей». Керенский согласился только на частичные уступки, заявив, что согласен, чтобы существовали на пожертвования церковно-приходские школы и что следует повысить четырнадцатилетний возраст, по достижении которого ребёнок может отказаться от изучения Закона Божьего. Однако даже это обещание не было выполнено, и секуляризация образования продолжилась. В «Вестнике Временного правительства» от 18 октября 1917 года было объявлено о созыве «Государственного совещания по народному образованию», с целью «пересмотреть и реорганизовать всю постановку дела народного просвещения в России», в том числе и «проведение принципов свободы совести в деле народного образования». Сильное недовольство Церкви вызвало также стремление Временного правительства ограничить обязательное преподавание Закона Божьего. Неслучайно первое решение Поместного собора от 28 сентября 1917 года устанавливало, что во все светских школах (как государственных, так и частных), где есть православные ученики, Закон Божий должен быть обязательным предметом. При этом установленный в постановлении от 14 июля 1917 года о свободе совести 14-летний возраст для перемены вероисповедания был объявлен слишком юным, так как он «не обеспечивает надлежащей зрелости суждения в виду душевных и телесных особенностей отрочества», а поэтому, согласно определению, должен быть поднят до 17 лет. Было предложено сохранить за законоучителями также все права государственных служащих. Недовольство духовенства национализацией церковно-приходских школ стало одной из причин того, что свержение Временного правительства большевиками Церковь встретила равнодушно.

### Грузинские епархии
Ещё до Февральской революции в грузинских епархиях существовало сильное движение за восстановление автокефалии. Ещё 14 сентября 1916 года состоялось собрание грузинских «автокефалистов», которое по инициативе А. А. Цигарели решило, что если русское правительство откажется признать независимость Грузинской церкви, то «все грузинское духовенство должно собраться во главе со своими епископами и, объявив Грузинскую церковь автокефальной, прервать всякие сношения с Святейшим Синодом, не уклоняясь однако от возложенных государством обязанностей по составлению метрик, отправлению духовных треб и проч.». Уже 12 марта 1917 года был проведён собор в Мцхете, на котором провозглашена автокефалия. Собор также выразил лояльность новым властям, заявив, что «Грузия краеугольным камнем своего существования признает полную солидарность с новым русским правительством». 14 марта местоблюститель католикоса в сопровождении епископов Горийского Антония (Гиоргадзе) и Алавердского Пирра (Окропиридзе) прибыли к экзарху Платону и объявили, что он лишён права распоряжаться грузинскими епархиями и приходами, а управление местной церковью до выборов католикоса будет осуществлять епископ Леонид. Процесс разделения Русской и Грузинской церквей оказался очень трудным. Грузинская сторона настаивала, что в Грузинскую церковь должны перейти все приходы, расположенные на территории Грузии (в том числе негрузинские). Например, русским приходам на Кавказе предлагалась «полнейшая свобода церковного самоопределения в лице автономного русского епископа, канонически лишь зависимого от главы Грузинской церкви». Русская церковь была согласна на восстановление автокефалии, но настаивала на том, что негрузинские приходы останутся в канонической территории Русской церкви. Временное правительство в этом плане поддержало Русскую церковь, издав 27 марта 1917 года акт «Об установлении правовых последствий, связанных с восстановлением автокефалии древней Православной Грузинской церкви с Мцхетским Католикосом во главе». В нём было сказано, что «окончательно установление и закрепление правоположения Православной Грузинской церкви в Русском государстве принадлежит Учредительному собранию», и что данное постановление «не касается канонической стороны», так как «закрепление церковно-канонических основ великого акта самоопределения Грузинской церкви совершится в духе церковного мира и любви, по сношении Церкви Грузинской с Православной Русской Церковью». В Грузию был направлен представитель Временного правительства Владимир Бенешевич, который следил за работой Согласительной комиссии, поделившей все храмы на русские, грузинские и спорные. Ситуацию ещё более обострило то, что представители нерусских меньшинств Грузии не захотели переходить в Грузинскую православную церковь. Об этом заявили съезд греческого духовенства, а также абхазские приходы, которые в лице духовенства и делегатов от мирян «признали своим религиозным правом» объявить Абхазскую церковь «независимой вполне самостоятельной» с пребыванием выбранного от абхазского народа епископа в городе Сухуми. Ситуацию накаляли самозахваты спорного имущества грузинским духовенством. Например, в Тифлисе 23 августа 1917 года толпа грузин заняла дом экзарха (правда, русские церковники не были выселены и проживали там даже в 1918 году).
6 октября 1917 года Временное правительство утвердило «Положение об устройстве Русской православной церкви на Кавказе» (принято Синодом в июле), которое предусматривало, что из всего русского православного населения Тифлисской, Елисаветпольской, Бакинской, Эриванской, Кутаисской и Черноморской губерний, а также Карской, Батумской и Закаспийской областей образовывался экзархат русской церкви во главе с митрополитом Тифлисским. Было сказано также, что в этот экзархат могут войти представители других негрузинских народов. Раздел имущества и активов должна была осуществить специальная комиссия во главе с Б. Э. Нольде. Тем не менее, новоизбранный католикос Кирион II проводил политику самовольного занятия церковных зданий. Например, он указом от 20 сентября 1917 года объявил об упразднении Синодальной конторы в Тифлисе. При Временном правительстве вопрос о разделе имущества так и не был решен.

### Украинские епархии
Украинские власти религиозный вопрос, видимо, мало интересовал. В утверждённый 7 августа 1917 года состав Центральной Рады вошёл лишь один депутат-священник П. Погорелко. Единственным требованием в духе времени было желание части местного духовенства, чтобы в церкви использовался украинский язык. У Синода это желание не вызвало серьезных возражений (языком богослужения всё равно оставался церковнославянский). Летом 1917 года Синод дал согласие на использование украинского (малороссийского) языка в проповедях и в церковно-приходских школах в местностях с преобладанием украинского населения.

## Отношения с католиками и мусульманами
В 1917 году в некоторых бывших католических приходах были инциденты, связанные с попытками мирян выйти из Русской православной церкви и вернуть церковные здания, ранее принадлежавшие католической церкви. Например, в мае 1917 года в Дисненском уезде (Виленская епархия) католики потребовали от православного священника освободить причтовый дом и усадьбу, которые когда-то принадлежали костелу. Но в целом отношения с католиками оставались спокойными, тем более, что значительная часть бывших униатских и католических приходов находилась на территориях, оккупированных немцами, которые Временное правительство не контролировало.
В отношениях с мусульманами Поволжья произошло несколько инцидентов. Например, в Казани местным населением был «свергнут» крест с башни Сююмбике и начались работы по его замене полумесяцем.

## Проблема церковного имущества, используемого государственными структурами
Весь межреволюционный период продолжалось тесное экономическое сотрудничество власти и Церкви. Временное правительство продолжало финансировать Церковь, а Синод принял решение все свободные средства держать в государственных облигациях. Наиболее остро стоял вопрос о церковной собственности. Синод пытался в 1917 году добиться освобождения занятых церковных зданий. Так, по требованию Министерства исповеданий военное ведомство постановило полностью освободить Петроградскую и Рязанскую духовные академии. Однако в большинстве случае освободить занятые церковные здания духовенству не удалось. Более того, продолжился фактический переход недвижимости Церкви под контроль местных властей. Особый интерес светской власти вызвали церковные типографии. В июне 1917 года в ведение Моссовета перешла типография Троице-Сергиевой лавры (с условием, что там не будут печатать антирелигиозную литературу). В 1917 году под контроль местных властей перешли также Почаевская, Киевская и две синодальные (Петроградская и Московская) типографии. Кроме того, на местах в 1917 году начались захваты церковной собственности. Иногда эти действия санкционировались местными властями. Например, в Слуцке в июле 1917 года местный комиссар изъял помещение монастыря под гимназию и даже арестовал его настоятеля (правда, вскоре освободил). Бывали также случаи захвата крестьянами церковных земель, причём иногда с санкции местных властей.

## Состав Святейшего правительствующего синода

### зимней сессии 1916/1917 года
Первенствующий член Св. синода
- Владимир (Богоявленский), митрополит Киевский и Галицкий

Постоянные члены Св. синода
- Питирим (Окнов), митрополит Петроградский и Ладожский (уволен на покой 6 марта 1917 года)
- Макарий (Парвицкий-Невский), митрополит Московский и Коломенский (уволен на покой 20 марта 1917 года)
- Сергий (Страгородский), архиепископ Финляндский и Выборгский

Присутствующие члены Св. синода
- Тихон (Беллавин), архиепископ Литовский и Виленский
- Арсений (Стадницкий), архиепископ Новгородский и Старорусский
- Михаил (Ермаков), архиепископ Гродненский и Брестский
- Иоаким (Левицкий), архиепископ Нижегородский и Арзамасский
- Василий (Богоявленский), архиепископ Черниговский и Нежинский
- Шавельский Г. И., протопресвитер военного и морского духовенства
- Дернов А. А., протопресвитер придворного духовенства

### летней сессии 1917 года
Первенствующий член Св. синода
- Платон (Рождественский), митрополит Карталинский и Кахетинский

Члены Св. синода
- Сергий (Страгородский), архиепископ Финляндский и Выборгский
- Агафангел (Преображенский), архиепископ Ярославский и Ростовский
- Михаил (Богданов), архиепископ Самарский и Ставропольский
- Андрей (Ухтомский), епископ Уфимский и Мензелинский
- Любимов Н. А., протопресвитер Успенского собора Московского Кремля
- Рождественский А. П., протоиерей
- Смирнов А. В., протоиерей
- Филоненко Ф. Д., протоиерей[128]